# Stoian Mihailovski, Șumen
Stoian Mihailovski (în bulgară Стоян Михайловски) este un sat în comuna Novi Pazar, regiunea Șumen,  Bulgaria. 
Localitatea poartă numele poetului Stoian Mihailovski.

## Demografie
Componența etnică a satului Stoian Mihailovski
     Bulgari (14,3%)
     Romi (23,96%)
     Turci (57,33%)
     Nicio identificare (4,4%)
La recensământul din 2011, populația satului Stoian Mihailovski era de 818 locuitori. Din punct de vedere etnic, majoritatea locuitorilor (57,33%) erau turci, existând și minorități de romi (23,96%) și bulgari (14,3%). Pentru 4,4% din locuitori nu este cunoscută apartenența etnică.